# Mansilla del Páramo
Mansilla del Páramo es una localidad perteneciente el municipio de Urdiales del Páramo, en la provincia de León, comunidad autónoma de Castilla y León, España.

## Historia
Los primeros datos que existen de este pueblo datan del 11 de septiembre de 1001 en el siguiente texto:
Fortis Didaz, su mujer Auria y sus hijos permutan con Munio Fredinandiz, su mujer Giluira y sus hijos la heradad que poseen en Campos, en Valle de Iunco [Valdejunco], en la vila de Manganeses (de la Lampreana), heredad que habían recibido mediante documento escrito de su señor Albabelle Godesteoz y de su mujer doña Gontrodo, los cuales la habían recibido del rey Ramiro III; con anterioridad la heredad había pertenecido a Xemosa y a su hijo Ferro, los cuales hubieron de entregarla al rey como pecho por el homicidio de un hijo y una hija de Ferro; a cambio Munio y Giluira reciben otra vila en el territorio de Astorga, en el lugar de Páramo, en la vila de Masella (Mansilla del Páramo), que había sido de Cidi Sueirez y de Gamar. TL, f189r-v León 605
Se cita Mansilla del Páramo el 17 de abril de 1017 en una donación al monasterio de San Vicente como "Mansella in Paramo".
En 1785, tenía jurisdicción sobre si, mientras que Urdiales del Páramo pertenecía a la antigua Jurisdicción de Laguna de Negrillos y Barrio de Urdiales pertenecía a la antigua Jurisdicción de Vidal.
En los años 30 unos obreros excavaban un pozo en Mansilla del Páramo cerca de lo que hoy son las piscinas y el campo de fútbol, en la margen izquierda del "Arroyo de la Güerga" y encontraron a pocos metros de profundidad los restos de lo que en el pueblo creyeron un dinosaurio, Evelio Rodríguez, vecino de esta localidad guardó algunos de estos fósiles intuyendo que podían tener cierta importancia. Un paleontólogo de la época, García Sáinz, pudo visitar la escombrera de dicho pozo y recoger allí dos piezas dentales petrificadas correspondientes a la mandíbula inferior de un animal que determinó como Mastodons angustidens, un mastodonte. En la actualidad esta especie de "elefante primitivo" se ha reclasificado y recibe la denominación científica de Gomphotherium angustidens
Fotografía del fósil de Mansilla del Páramo
Tras la llegada del agua del Embalse de Barrios de Luna, en la década de los años 50 del pasado siglo, el pueblo, como toda la zona norte de la comarca sufrió una transformación, de los cultivos de vid y secano, a cultivos de regadío. Esto no fue suficiente dado que año a año pierde habitantes.

## Símbolos
El símbolo más destacado de Mansilla del Páramo, es su Pendón, el actual se estrenó el 3 de mayo de 2009, en la fiesta de la Cruz de Mayo, dado que el original desapareció tras un incendio. El Pendón ha sido elaborado por las M.M. Carbajalas de León, confeccionado en seda carmesí, conforme a las fuentes escritas del pueblo, y cinco paños (que en el año 2011 y debido a las características del mástil, se ampliaron a dos más) puesto que en su día se perdió por completo al quemarse y no constar ningún resto de tela. El mástil es el original, conservado en la casa parroquial y que se restauró para la ocasión, mide 8,30 metros de alto y pesa 20 kg.

## Demografía
Los últimos datos disponibles, de 2015, dan como resultado una población de 155 habitantes, de los que 88 son varones y 67 mujeres.
Evolución demográfica
2000=234
2001=227
2002=219
2003=208
2004=202
2005=188
2006=178
2007=171
2008=173
2009=170
2010=170
2011=165
Fuente: INE

## Geografía

### Ubicación
Situada aproximadamente en mitad de la comarca del Páramo Leonés, a una altitud de 819 m s. n. m.

### Relieve
Mansilla del Páramo, se asiente en una zona predominantemente llana, como toda la comarca del Páramo Leonés, más elevada que las comarcas circundantes. Aunque con una ligera inclinación en el eje norte-sur.

### Clima
El clima de Mansilla del Páramo es mediterráneo continentalizado, si bien está algo suavizado en los veranos por la cercanía a la cordillera Cantábrica.
Las precipitaciones están repartidas, como es habitual en el clima mediterráneo continental, de forma muy irregular a lo largo del año, con mínimos en la época estival y máximos durante primavera y otoño.

## Transporte

### Carreteras
| Identificador | Denominación         | Itinerario                                              |
| ------------- | -------------------- | ------------------------------------------------------- |
| CL-621        | Carretera Regional   | Comunica con Hospital de Órbigo y con Mayorga.          |
| LE-6502       | Carretera provincial | Comunica Mansilla del Páramo con San Martín del Camino. |

A escasos kilómetros de distancia se puede enlazar con las autovías A-66 y A-6, así como con las autopistas AP-66 y AP-71.

### Autobuses
De lunes a viernes dos autobuses comunican Mansilla del Páramo con Santa María del Páramo.

## Cultura

### Festividades y eventos
11 de noviembre. San Martín
Octava del Corpus